# 滴滴青桔

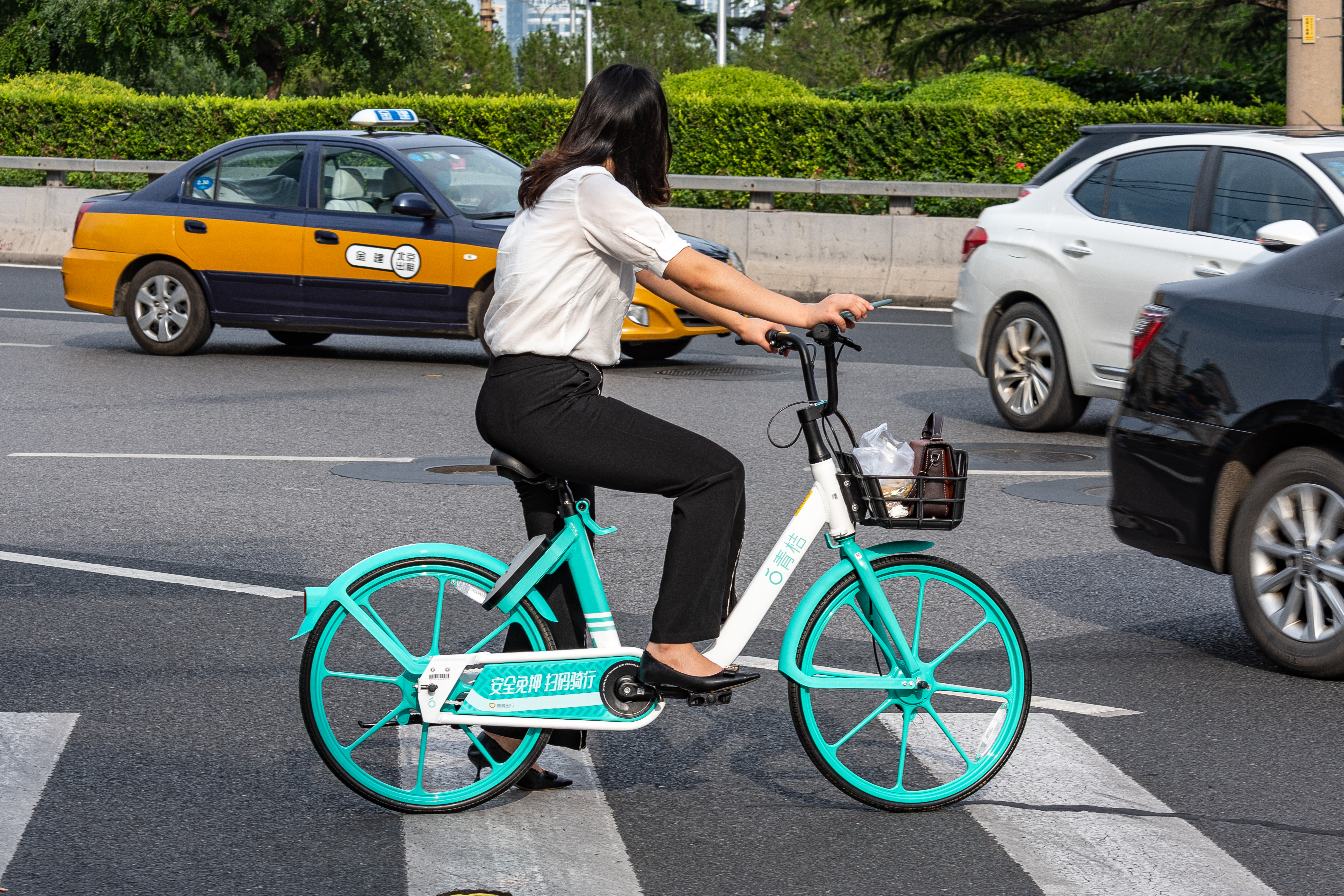
北京街头骑行青桔单车的市民

滴滴青桔（英語：DiDi Bike）是中国大陆的一个共享单车品牌，运营主体为滴滴出行旗下的「杭州小木吉软件科技有限公司」。

## 历史
2017年8月杭州小木吉软件科技有限公司成立，2018年初滴滴出行托管小蓝单车的同时，同年1月25日在四川成都正式推出「青桔单车」。2019年6月杭州小木吉软件科技有限公司并入滴滴普惠出行事业群下新成立的两轮车事业部，2020年获得10亿美元 A 轮融资，由君联资本领投。
主要竞争对手是美团旗下的美团单车和阿里巴巴集团旗下的哈罗单车。